# 2011–2012-es skót labdarúgó-bajnokság (első osztály)
A 2011–2012-es Scottish Premier League (szponzorált nevén Clydesdale Bank Premier League) a skót labdarúgó-bajnokság legmagasabb szintű versenyének 116. alkalommal megrendezett bajnoki éve. A pontvadászat 12 csapat részvételével 2011. július 23-án kezdődött, a záró fordulót 2012 májusában rendezik.
A címvédő a Rangers, mely a 2010–11-es szezonban 54. skót bajnoki címét ünnepelte.

## A bajnokság rendszere
A pontvadászat 12 csapat részvételével őszi-tavaszi lebonyolításban zajlik, és két fő részből áll: egy alapszakaszból és egy felső- és alsóházi helyosztó rájátszásból. Az alapszakasz során a 12 csapat körmérkőzéses rendszerben mérkőzik meg egymással. Minden csapat minden csapattal háromszor játszik, a sorsolásnak megfelelően egyszer vagy kétszer pályaválasztóként, egyszer vagy kétszer pedig vendégként.
Az alapszakasz végső sorrendjét a 33 bajnoki forduló mérkőzéseinek eredményei határozzák meg a szerzett összpontszám alapján kialakított rangsor szerint. A mérkőzések győztes csapatai 3 pontot, döntetlen esetén mindkét csapat 1-1 pontot kap. Vereség esetén nem jár pont. Az alapszakasz első helyezett csapata a legtöbb összpontszámot szerzett egyesület, míg az utolsó helyezett csapat a legkevesebb összpontszámot szerzett egyesület.
Azonos összpontszám esetén az alapszakasz sorrendjét az alábbi szempontok alapján határozzák meg:
1. a bajnokságban elért győzelmek száma;
2. a bajnoki mérkőzések gólkülönbsége.

A mezőnyt az alapszakasz sorrendjének megfelelően két csoportra bontják. Az 1–6. helyezett csapatok a felsőházi, a 7–12. helyezett csapatok pedig az alsóházi helyosztó rájátszásban folytatják, ahova magukkal viszik összes alapszakaszbeli eredményüket. A helyosztó csoportokon belül újfent körmérkőzéses rendszerben mérkőznek meg egymással, azonban minden csapat minden csapattal csak egyszer játszik: az alapszakaszbeli helyezéstől függően pályaválasztóként vagy vendégként.
Az alsó- és a felsőházi rájátszás végső sorrendjét az alapszakaszban ismertetett szempontok szerint határozzák meg. A felsőházi helyosztó rájátszás győztese lesz a 2011–12-es skót bajnok, az alsóházi rájátszás utolsó helyezettje pedig kiesik a másodosztályba.

## Változások a 2010–2011-es szezont követően
Búcsúzott az élvonaltól
- Hamilton Academical, 12. helyen

Feljutott az élvonalba
- Dunfermline Athletic, a másodosztály győzteseként

## Részt vevő csapatok
| Csapat                       | Székhely    | Stadion            | 2010–11     |
| ---------------------------- | ----------- | ------------------ | ----------- |
| Aberdeen FC                  | Aberdeen    | Pittodrie Stadion  | 9.          |
| Celtic                       | Glasgow     | Celtic Park        | 2.          |
| Dundee United                | Dundee      | Tannadice Park     | 4.          |
| Dunfermline Athletic         | Dunfermline | East End Park      | 1. (II. o.) |
| Heart of Midlothian          | Edinburgh   | Tynecastle Stadion | 3.          |
| Hibernian                    | Edinburgh   | Easter Road        | 10.         |
| Inverness Caledonian Thistle | Inverness   | Caledonian Stadion | 7.          |
| Kilmarnock FC                | Kilmarnock  | Rugby Park         | 5.          |
| Motherwell FC                | Motherwell  | Fir Park           | 6.          |
| Rangers                      | Glasgow     | Ibrox Stadion      | 1.          |
| St. Johnstone                | Perth       | McDiarmid Park     | 8.          |
| St. Mirren                   | Paisley     | St. Mirren Park    | 11.         |

## A bajnokság állása
| #   | Csapat                       | M | GY | D | V | G+ – G– | GK | P | Megjegyzések                                   |
| --- | ---------------------------- | - | -- | - | - | ------- | -- | - | ---------------------------------------------- |
| 1.  | Motherwell FC                | 2 | 1  | 1 | 0 | 3–0     | +3 | 4 | 2012–2013-as Bajnokok Ligája – 3. selejtezőkör |
| 2.  | RangersCV                    | 2 | 1  | 1 | 0 | 3–1     | +2 | 4 | 2012–2013-as Európa-liga – 3. selejtezőkör     |
| 3.  | Dundee United                | 2 | 1  | 1 | 0 | 2–1     | +1 | 4 | 2012–2013-as Európa-liga – 2. selejtezőkör     |
| 4.  | St. Mirren                   | 2 | 1  | 1 | 0 | 1–0     | +1 | 4 |                                                |
| 5.  | CelticK                      | 1 | 1  | 0 | 0 | 2–0     | +2 | 3 |                                                |
| 6.  | Hibernian                    | 2 | 1  | 0 | 1 | 1–2     | −1 | 3 |                                                |
| 7.  | Kilmarnock FC                | 2 | 0  | 2 | 0 | 1–1     | 0  | 2 |                                                |
| 8.  | Dunfermline AthleticÚ        | 1 | 0  | 1 | 0 | 0–0     | 0  | 1 |                                                |
| 9.  | Heart of Midlothian          | 2 | 0  | 1 | 1 | 1–2     | −1 | 1 |                                                |
| 10. | Aberdeen FC                  | 2 | 0  | 1 | 1 | 0–1     | −1 | 1 |                                                |
| 11. | St. Johnstone                | 2 | 0  | 1 | 1 | 0–2     | −2 | 1 |                                                |
| 12. | Inverness Caledonian Thistle | 2 | 0  | 0 | 2 | 0–4     | −4 | 0 | First Division                                 |

Utolsó frissítés: 2011. július 31. 
Forrás: scotprem.com (angolul) 
A rangsorolás alapszabályai: 1. összpontszám, 2. egymás elleni eredmények összpontszáma, 3. gólkülönbség, 4. szerzett gólok száma.
A 2011–2012-es skót kupa győztese a 2012–2013-as Európa-liga rájátszásában indulhat.
(B): Bajnokcsapat, (K): Kieső csapat, (F): Feljutó csapat, (I): Kupainduló, (R): A rájátszás győztese, (KGY): Kupagyőztes

## Eredmények

### Az 1–22. forduló eredményei
| Hazai \ Vendég1              | ABE | CEL | DUN | DFA | HEA | HIB | ICT | KIL | MOT | RAN | STJ | STM |
| Aberdeen FC                  |     |     |     |     |     |     |     |     |     |     | 0–0 |     |
| Celtic                       |     |     |     |     |     |     |     |     |     |     |     |     |
| Dundee United                |     |     |     |     |     |     |     | 1–1 |     |     |     |     |
| Dunfermline Athletic         |     |     |     |     |     |     |     |     |     |     |     | 0–0 |
| Heart of Midlothian          |     |     | 0–1 |     |     |     |     |     |     |     |     |     |
| Hibernian                    |     | 0–2 |     |     |     |     |     |     |     |     |     |     |
| Inverness Caledonian Thistle |     |     |     |     |     | 0–1 |     |     |     |     |     |     |
| Kilmarnock FC                |     |     |     |     |     |     |     |     | 0–0 |     |     |     |
| Motherwell FC                |     |     |     |     |     |     | 3–0 |     |     |     |     |     |
| Rangers                      |     |     |     |     | 1–1 |     |     |     |     |     |     |     |
| St. Johnstone                |     |     |     |     |     |     |     |     |     | 0–2 |     |     |
| St. Mirren                   | 1–0 |     |     |     |     |     |     |     |     |     |     |     |

Utolsó felvett mérkőzés dátuma: 2011. július 31. 
Forrás: scotprem.com (angolul) 
1A hazai csapatok a bal oldali oszlopban szerepelnek.
Színek: Zöld = hazai győzelem; Sárga = döntetlen; Piros = vendéggyőzelem.
 

### A 23–33. forduló eredményei
| Hazai \ Vendég1              | ABE | CEL | DUN | DFA | HEA | HIB | ICT | KIL | MOT | RAN | STJ | STM |
| Aberdeen FC                  |     |     |     |     |     |     |     |     |     |     |     |     |
| Celtic                       |     |     |     |     |     |     |     |     |     |     |     |     |
| Dundee United                |     |     |     |     |     |     |     |     |     |     |     |     |
| Dunfermline Athletic         |     |     |     |     |     |     |     |     |     |     |     |     |
| Heart of Midlothian          |     |     |     |     |     |     |     |     |     |     |     |     |
| Hibernian                    |     |     |     |     |     |     |     |     |     |     |     |     |
| Inverness Caledonian Thistle |     |     |     |     |     |     |     |     |     |     |     |     |
| Kilmarnock FC                |     |     |     |     |     |     |     |     |     |     |     |     |
| Motherwell FC                |     |     |     |     |     |     |     |     |     |     |     |     |
| Rangers                      |     |     |     |     |     |     |     |     |     |     |     |     |
| St. Johnstone                |     |     |     |     |     |     |     |     |     |     |     |     |
| St. Mirren                   |     |     |     |     |     |     |     |     |     |     |     |     |

Utolsó felvett mérkőzés dátuma: 2011. július 31. 
Forrás: scotprem.com (angolul) 
1A hazai csapatok a bal oldali oszlopban szerepelnek.
Színek: Zöld = hazai győzelem; Sárga = döntetlen; Piros = vendéggyőzelem.
 